# Bulbinella nutans
Bulbinella nutans es una especie de planta bulbosa perteneciente a la familia Xanthorrhoeaceae. Es originaria de Sudáfrica.

## Descripción
Es una planta bulbosa, perennifolia, herbácea, geófita que alcanza un tamaño de  0.3 - 0.8 m de altura a una altitud de  60 - 1700  metros en Sudáfrica.

## Taxonomía
Bulbinella nutans fue descrita por (Thunb.) T.Durand & Schinz y publicado en Consp. Fl. Afric. 5: 335, en el año 1894.
Variedades aceptadas
- Bulbinella nutans subsp. nutans
- Bulbinella nutans subsp. turfosicola (P.L.Perry) P.L.Perry

Sinonimia
- Anthericum nutans Thunb. basónimo
- Bulbine nutans (Thunb.) Spreng.[4]
- Anthericum setosum Schult. & Schult.f.
- Bulbinella setosa (Willd.) T.Durand & Schinz
- Bulbinella robusta Kunth (1843)[2]